# ヴァイル・デア・シュタット

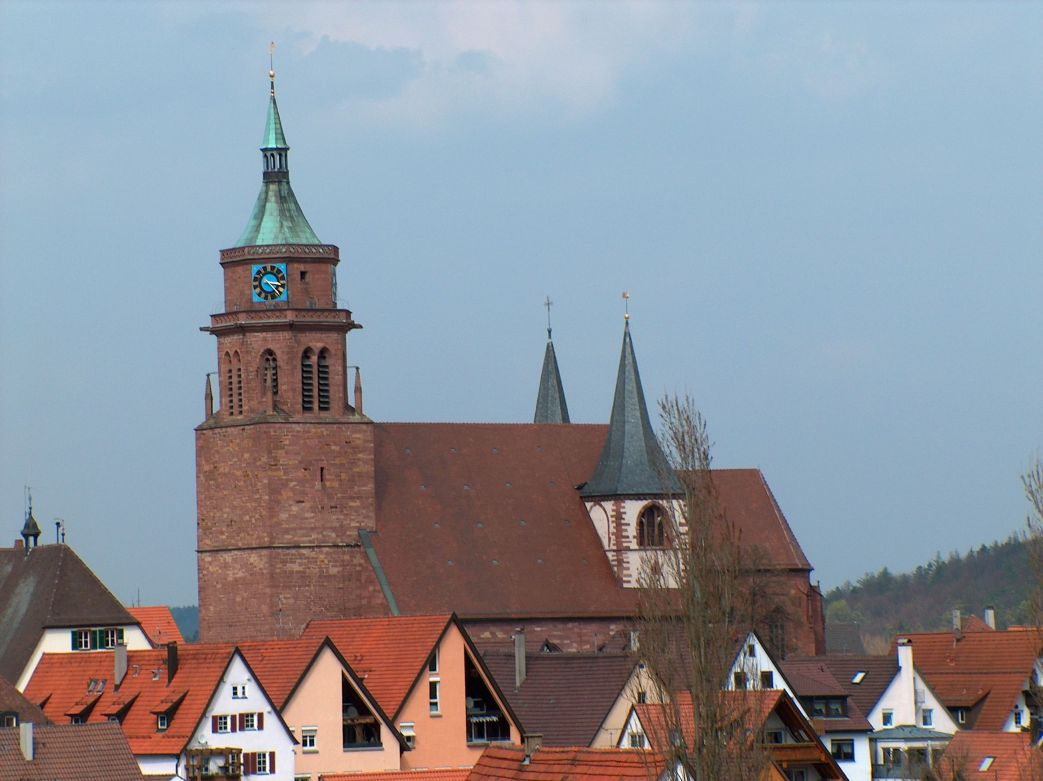
聖ペテロ・聖パウロ教会

ヴァイル・デア・シュタット（ドイツ語:Weil der Stadt）は、ドイツバーデン＝ヴュルテンベルク州のシュトゥットガルト地方（en:Stuttgart Region）にある小さな街。シュトゥットガルト市中心部からおよそ30km西方にあり、Würm川渓谷に位置し、しばしば「シュヴァルツヴァルト（黒い森）への門」と呼ばれる。
環境も良く聖ペテロ聖パウロ教会の尖塔を頂点とした街の景観も魅力的で、ヨハネス・ケプラーやヨハネス・ブレンツの生誕地なので、シュトゥットガルト地方の人々にとってはお出かけの格好の目的地となっている。

## 歴史
「ヴァイル」という名の村が文書で最初に言及されたのは1075年のことで、それは有名なヒルサウ修道院の所領としてである。村は数世紀の間、重要な交易の場であった。そして13世紀に神聖ローマ帝国の帝国自由都市となった。三十年戦争のさなかの1648年にすっかり破壊されてしまったが再建され、当時再建された建物群は今もヴァイル・デア・シュタットの中心部をかたちづくっている。またその城塞（城塞都市）としての構造は今も城壁・城門・塔などとして残っている。
ヴァイル・デア・シュタットは天文学者ヨハネス・ケプラー（1571-1630）およびプロテスタント改革者のヨハネス・ブレンツ（1499-1570）の生誕地として知られている。ケプラーに因んで、非公式ながら「ケプラーの街ヴァイル・デア・シュタット」と呼ばれることもある。
19世紀初頭、ヴァイル・デア・シュタットはヴュルテンベルク王国の一部となった。
第二次世界大戦中、この街も他の街同様にフランス軍の砲撃の対象となりかけたのだが、フランス軍側が「ケプラー生誕の地」として敬意を持ちその砲撃対象から外してくれたおかげで、あやうく崩壊をまぬがれた。
1952年にドイツ・バーデン＝ヴュルテンベルク州の一部という位置づけになった。1973年以降はベーブリンゲン郡の一部として位置づけられている。

## 交通・アクセス
州高速道路 B295でシュトゥットガルト市やカルフ市と繋がっている。
当市にはシュヴァルツヴァルト鉄道 (ヴュルテンベルク)のヴァイル・デア・シュタット駅がある。シュトゥットガルトSバーンのS6線の終点である。

## 行事
当市では伝統的なカーニバルが開催され、市中心部でパレードが行われる。当市のカーニバルはFastnachtと呼ばれる様式のもので、ドイツ南西部やスイスの諸都市で行われている様式のものであり、ラインラントで行われるカーニバルとは異なったものである。